# Michael York
Michael York (Fulmore, 27. ožujka, 1942.) je slavni engleski kazališni glumac, i autor nekeoliko autobiografskih knjiga. Također u Hrvatskoj je poznat po suradnji s hrvatskim redateljem Jakovom Sedlarom i njihovim zajedničkim projektom "Gospa" u kojemu je glumio Milana Vukovića, odvjetnika fra Joze Zovka.

## Životopis
Pravo mu je ime Michael Hugh Johnson. Njegov otac Joseph Gwynne Johnson (vojni časnik koji je postao uspješan poslovni čovjek) i majka Florence Edith May, glazbenica, bili su poklonici umjetnosti pa su i sina poticali u tom smjeru. No, kad je Michael pokazao želju da se, kao student engleske književnosti, uključi u rad studentskog kazališta. majka se u početku tome opirala no na kraju je ipak popustila. Tako je on, potpuno neplanski, krenuo u glumačke vode. Početkom 1964. priključio se ansamblu National Youth Theatrea, a potom i Oxford University Dramatic Societyja.
Ljubav prema glumi nije jenjala ni nakon diplome na Oxfordu: ustrajno je odlazio na probe, dobivao sve više uloga i s vremenom postao opsjednut Shakespeareom. "Najveći britanski spisateljski genij", kako naziva velikog dramatičara, toliko mu se uvukao pod kožu daje sve ostalo palo u drugi plan. Predano uvježbavajući sve važnije uloge u brojnim Shakespeareovim djelima, ubrzo je postao članom National Theatrea, gdje je 1965. glumio u "Mnogo vike ni za što". Na jednu od predstava došao je i slavni talijanski redatelj Franco Zeffirelli koji je bio toliko oduševljen Yorkom da mu je ponudio ulogu u filmu "Ukroćena goropadnica" (1967.), a potom i u "Romeui Juliji" (1968.) gdje su nesretne mlade ljubavnike glumili Leonard Whiting i Olivia Hussev. (Zeffirelli je s Yorkom surađivao i 11 godina kasnije: u filmu "Isus iz Nazareta" dao mu je ulogu Ivana Krstitelja.)
Dramski program BBC-a, koji je oduvijek veoma cijenio svoje kazališne šekspirijance, ponudio mu je (unatoč činjenici daje bio još vrlo mlad) ulogu u serijalu "Saga o Forsyteima" (1967.) u kojemu je savršeno utjelovio Jolvona Forsyta. Ipak, unatoč brojnim izvrsno odigranim ulogama, najšira ga publika najviše pamti po antologijskom filmu Boba Fossa "Kabaret" (1972.), u kojem je glumio uz slavnu Lizu Minnelli.
Velika popularnost "Kabareta" donijela Michaelu Yorku nove filmske ponude: 1973. je glumio D'Arta-gnana u ekranizaciji Dumasova romana "Tri mušketira" u režiji Richarda Lestera. Film je bio tako uspješan da je 1974. snimljen nastavak ("Četiri mušketira"), a filmski kritičari smatraju da su to najuspješnije filmske adaptacije književnog predloška slavnog francuskog pisca. Uspjeh kod publike i kritike, te povezanost glumačke ekipe, nagnala je iste protagoniste da se 15 godina kasnije ponovno okupe i snime "Povratak mušketira", također prema Dumasovu djelu "Dvadeset godina poslije".

### Brak
Na početku karijere Michael York doživio je sudbinski susret koji mu je odredio život. U travnju 1967., kad mu je bilo 25 godina, upoznao je Patriciju McCallum i odmah shvatio daje to žena od koje se više ne želi odvajati. Patricia je radila kao fotograf za Vogue, Time, Newsweek, People s velikim ugledom u tim tiskovinama. Rođena je na Jamajci, u imućnoj obitelji, koja joj je omogućila školovanje u privatnim školama u Velikoj Britaniji i Njemačkoj. Fotografijom se počela baviti gotovo slučajno, kad je kao modna urednica Voguea bila na službenom putu u Japanu.

### Daljnji uspon karijere
Michael York postajao je sve veća zvijezda, uglavnom zahvaljujući filmovima i BBC produkcijama, iako mu je kazalište bilo - i ostalo - najveća ljubav. Od svojih filmskih uloga najradije (osim mušketira) spominje onu u "Ubojstvu u Orient-expressu" (1974.) koja mu je, veli, otvorila vrata Hollywooda.
Pohod na američko tržište započeo je u svom stilu - na kazališnim daskama Broadwaya. Njegova prva predstava, "Brent", bavila se problemom homoseksualaca, u ono vrijeme "vrućim krumpirom". Uspjeh je bio velik, a kad su nakon toga zaredali filmski angažmani, Patricia je spakirala kovčege i u stopu pratila muža na sva snimanja.
Po ležernosti s kojom govori o svojem 39-godišnjem braku, moglo bi se zaključiti da Michael i Patricia York nisu imali kriza. Za to je, očito, zaslužno njihovo shvaćanje braka kao zajednice ljudi u kojoj treba biti tolerancije i uzajamnog poštovanja.

### Posjeti Hrvatskoj
Jedan o brojnih filmskih angažmana doveo je Michaela Yorka i u Hrvatsku - kad je 1972. glumio u filmu "England Made Me". Odsjeo je u Opatiji i sa svojom Patricijom obišao cijelu Istru. Nije ni slutio da će taj prekrasni dio Hrvatske posjetiti i 30 godina kasnije, kad se (ujesen 2002.) snimao "La Femme Musketeer" (Ženski mušketir) s Gerardom Depardieuom i Nastassjom Kinski. Tom prilikom opet je odsjeo u opatijskom Ambasadoru i prokrstario Istrom.
York je drugi put posjetio Hrvatsku 1994., zbog filma "Gospa" Jakova Sedlara, u kojemu je glumio Milana Vukovića, odvjetnika fra Joze Zovka. I tada ga je pratila supruga, a glumac je bio vrlo agilan i kao glasnogovornik međunarodne zajednice koja je pokušavala prikupiti novac za obnovu ratom stradalog Dubrovnika. Posjet Međugorju oboje ih je fascinirao.
Kako je tada Michael York uglavnom prihvaćao zahtjevne uloge (Shakespeare u njemu nikada nije zaspao), njegovi štovatelji bili su pomalo zatečeni kad je 1997. prihvatio ulogu u komediji "Austin Powers: International Man Of Mistery", a 1999. i 2002. u još dva nastavka tog filma.
U kolovozu 2002. ponovno je došao u Hrvatsku, u Split. Patricia York je tada u Multimedijskom centru u središtu Splita izložila svoje fotografije.
Splitska publika imala je tako prilike vidjeti njegovu monodramu "Will i ja", u kojoj je briljirao otkrivajući kako doživljava slavnog Williama Shakespearea.

## Autobiografije
U lipnju 2000. Michael York je objavio prvu knjigu, "A Shakespearean Actor Prepares" (Pripreme šekspirijanskog glumca), koja se sljedeće godine našla u najužem izboru za najbolju knjigu nezavisnih izdavača. Ohrabren tim uspjehom 2002. je objavio autobiografiju "Accidentaly On Purpose" (Slučajno s namjerom), popraćenu hvalospjevima, u kojoj su se našli mnogi ljudi koji su na specifičan način obilježili autorov život. Treću knjigu, "Are My Blinkers Showing?" (Vidi li se da trepćem?), objavio je 2005. i ponovno dobio dojmljive kritike. Richard Brown, profesor njujorškog sveučilišta, napisao je daje to "najbolja i najintrigantnija knjiga o nastanku filma koju je ikada pročitao". 